# Тенсинг Норгей
Тенсинг Норгей (на непалски: तेन्जिङ नोर्गे शेर्पा) е алпинист от Непал и Индия, участвал в 7 експедиции към връх Еверест.
По време на експедиция, ръководена от Джон Хънт, Тенсинг Норгей и Едмънд Хилъри стават първите хора, изкачили успешно върха, на 29 май 1953 г.

## Биография
Роден е през май 1914 г. в семейството на шерпски селяни, според собствената му автобиография в Тенгбоче в областта Кхумбу в Непал. Като дете на няколко пъти бяга в непалската столица Катманду, а в крайна сметка се установява в град Дарджилинг в Индия, където има значителна шерпска общност.
Включва се в 3 опита на британски експедиции да изкачат Еверест от северната (тибетска) страна през 1930-те години. Участва в експедиция, влязла нелегално в Тибет и състояща се от него, друг шерп и ексцентричния Ърл Денман, през 1947 г.
Норгей участва и в други изкачвания в Южна Азия, известно време живее в днешен Пакистан. През 1952 г. се включва в 2 швейцарски експедиции, водени от Реймон Ламбер – първите сериозни опити за изкачване на Еверест от непалска страна, по време на които с Ламбер поставят рекорд за височина от 8559 m. След като изкачва Еверест, Тенсинг Норгей е триумфално посрещнат в Индия и Непал.
През следващите години Тенсинг Норгей ръководи алпинистки тренировъчен център в Дарджилинг. Основава своята компания Tenzing Norgay Adventures през 1978 г. Умира в Дарджилинг през 1986 г.

## Книги
- Man of Everest (1955)
„Човекът от Еверест: Автобиография“ (разказана на Джеймс Рамзей Улман), изд. „Медицина и физкултура“, София (1960), прев. Захари Рашков